# تمام شب (فیلم ۱۹۸۷)
تمام شب (به انگلیسی: The Allnighter) فیلمی محصول سال ۱۹۸۷ و به کارگردانی تامار سیمون هافس است. در این فیلم بازیگرانی همچون سوزانا هافس، دی‌دی فایفر، جون کیوسک، جیمز آنتونی شانتا، جان ترلسکی، مایکل اونتاکین و پم گریر ایفای نقش کرده‌اند.